# Zhuwa (köpinghuvudort i Kina, Hubei Sheng, lat 30,60, long 115,12)
Zhuwa är en köpinghuvudort i Kina. Den ligger i provinsen Hubei, i den centrala delen av landet, omkring 80 kilometer öster om provinshuvudstaden Wuhan. Antalet invånare är 66 860. Befolkningen består av 32 581 kvinnor och 34 279 män. Barn under 15 år utgör 15,0 %, vuxna 15-64 år 75 %, och äldre över 65 år 9,0 %.
Runt Zhuwa är det tätbefolkat, med 550 invånare per kvadratkilometer. Närmaste större samhälle är Tuanbei, 18,2 km nordost om Zhuwa. Trakten runt Zhuwa består till största delen av jordbruksmark.
Genomsnittlig årsnederbörd är 1 868 millimeter. Den regnigaste månaden är juli, med i genomsnitt 305 mm nederbörd, och den torraste är januari, med 48 mm nederbörd.